# Армрестлинг
Армрестлинг или Армспорт (от англ. Arm sport, arm wrestling, arm — рука; рус. Рукоборие, а также руколо́м/руколо́мка) — вид борьбы на руках между двумя участниками (вид Спортивных единоборств). Во время матча одноимённые руки соревнующихся ставятся на твёрдую, ровную поверхность (как правило, стол), и ладони сцепляются в замок. Задачей соревнующегося рукоборца является прижатие руки противника к поверхности. В словаре Даля описан под названием руколом(ка) как «ручное ристанье, опыт силы: подняв руки и запустив пальцы в пальцы, противники осиливают друг друга». На участников поединка накладывается ряд временных, технических и тактических ограничений (см. подробнее: Правила).
Не являясь олимпийским видом спорта, борьба на руках тем не менее популярна во многих частях света.
В ходе поединка можно выделить следующие фазы: стартовая позиция, достижение преимущества, реализация преимущества. Можно сгибать кисти.

## История
Является древнейшим видом спорта, который был возрождён в 1950-е годы в США. В сентябре 1962 года в г. Петалума, штат Калифорния был проведён первый чемпионат мира по ристрестлингу — так была названа эта борьба (англ. wrist wrestling, дословно — «борьба запястьями»).
В 1990-х годах этот спорт получил распространение и в России — начинался в стране в 1989 году матчевой встречей СССР—США—Канада. Тогда все советские спортсмены, за исключением олимпийского чемпиона по тяжёлой атлетике Султана Рахманова, проиграли свои поединки. Выводы были сделаны правильные, и за прошедшие годы советские и российские спортсмены добились выдающихся успехов. Первым чемпионом мира из СССР стал Казбек Золоев 10 октября 1992 года (г. Петалума, Калифорния) в весовой категории до 180 фунтов. Много раз чемпионами мира становились Казбек Золоев, Маирбек и Хаджимурат Золоевы, украинцы Р. Бабаев, Е. Прудник и А. Пушкарь, а также россияне А. Кузнецов, И. Турчинская, Виктория Габагкова, Ибрагим Ибрагимов, А. Юньков, Алан Караев, Денис Цыпленков и другие. Благодаря регулярным победам на чемпионатах мира и Европы Россия закрепила лидирующее место в этом виде спорта.

## Правила
К участию в поединке спортсмены допускаются только в спортивной одежде и спортивной обуви. 
Руки до середины плеча и кисти рук должны быть обнажены.
Запрещается пользоваться любыми предохраняющими бинтами и повязками на запястьях и локтях, а также иметь обручальные кольца и перстни на пальцах.
Руки участников должны быть чистыми, без признаков кожных заболеваний, ногти коротко подстрижены. 
Бейсбольные кепки должны сниматься или поворачиваться козырьком назад. 
Допускается использование обуви на утолщённой подошве, высота подошвы не ограничивается. 
Во рту не должно быть жевательной резинки.
На чемпионатах и первенствах России каждая команда-участница должна выступать в собственной, единой спортивной форме, отражающей название региона (города), который она представляет.
Использовать на одежде и обуви эмблемы и товарные знаки коммерческих фирм и организаций допускается только с разрешения организаторов соревнований.
Время, отведённое для выхода спортсмена на поединок после объявления его фамилии судьей-информатором, не должно превышать двух минут. В противном случае спортсмену будет засчитано поражение.
В стартовой позиции спортсмены должны захватить руки таким образом, чтобы рефери видел суставы больших пальцев и имел возможность контролировать правильность захвата прикосновением к ним своим пальцем.
Захват рук должен располагаться над центром стола (в вертикальном положении). Локти могут устанавливаться в любом месте подлокотника, кисть и предплечье должны составлять прямую линию.
Свободной рукой спортсмен должен захватить штырь стола.
Плечи участников поединка должны быть параллельны краю стола и не выходить за контрольную линию.
Каждый участник поединка может при желании упираться одной ногой в ближнюю или дальнюю к себе стойку стола.
Поединок начинается по команде «Ready! Go!» (рус. «Готовность! Марш!») и заканчивается по команде «Stop!» (рус. «Стоп!»).
Победа присуждается спортсмену при любом соприкосновении пальцев, кисти или предплечья соперника с подушкой, либо при пересечении ими условной горизонтали между верхними краями подушки.
В случае срыва захвата или объявления предупреждения участники имеют право на отдых в течение 30 секунд.
После первого разрыва захвата руки спортсменов должны увязываться специальным ремнем.
Время отдыха спортсменов перед повторным поединком финала не должно превышать 3-х минут.
К нарушениям правил соревнований относятся:
- Невыполнение команд рефери.
- Преждевременный старт.
- Отрыв локтя от подлокотника.
- Соскальзывание локтя с подлокотника.
- Пересечение средней линии стола головой, плечами.
- Касание головой или плечом своего предплечья или захвата рук.
- Умышленный разрыв захвата в критическом для себя положении.
- Использование положения, которое может повлечь за собой травму собственной руки.
- Провоцирование ситуации, при которой рука соперника может быть повреждена.
- Потеря контакта свободной руки со штырем стола.

За указанные нарушения правил спортсмену объявляется предупреждение. 
Спортсмену, получившему два предупреждения, засчитывается поражение.
Если спортсмен нарушает правила в критическом для себя положении, то ему засчитывается поражение. Критическим положением считается отклонение руки спортсмена от вертикали на 45 градусов и больше.
Спортсмен не может быть допущен к поединку, если он находится в состоянии алкогольного (наркотического) опьянения.
Запрещается пользоваться стимуляторами, наркотиками.
За угрозу, оскорбление или нанесение телесных повреждений члену Судейской коллегии или участнику соревнования спортсмен снимается с соревнований, место ему не определяется, очки команде не начисляются.

## Техника борьбы
«Верхом» — выведение атакующим захвата кистевым движением к себе с пронацией.
«Прямым движением» — по команде рефери атакующий акцентированным движением резко сгибает своё запястье, и своей кистью толкает прямо кисть атакующего.
«Притягиванием» — атакующий супинирует свою руку, не отпуская захвата, и согнутой кистью притягивает кисть соперника к себе.
«Крюк нижний» — атакующий супинирует свою руку и в этом положении в захвате пытается преодолеть сопротивление соперника (силовое действие) - самый распространённый тип борьбы.
«Крюк верхний» — спортсмен становится также, как при борьбе верхом, но не даёт натяжки при старте и уходит в бок, пронируя кисть соперника (отличается от нижнего крюка тем, что давление на кисть соперника оказывается, в основном, указательным и средним пальцем).
«Трицепсом» — со старта спортсмен двигает плечо в сторону соперника. одновременно подтягивая кисть соперника к себе, и трицепсом придавливает его к подушке .Используется редко, поскольку она довольно травмоопасна.

## Травматизм
Кажущаяся простота движений создаёт у многих иллюзию доступности вида спорта.
Вид спорта травмоопасен: нагрузки на локтевые и плечевые суставы, связки, кости предплечья и плеча очень велики.
Для избежания подобных травм, принципиально употребление кальция для укрепления базы (костей), практика (искусственный оппонент на основе тренажёров) и общее укрепление, упираясь на укрепление жил/сухожилий для предотвращения разрывов мышц.

## Турниры
В России и в мире регулярно проводятся турниры и чемпионаты по армрестлингу. Помимо официальных соревнований, существует множество частных и коммерческих турниров. Среди них можно отметить:
- Международный турнир «Zloty Tur World Cup» (профессиональный турнир в Польше)[4][5]
- Международный турнир Nemiroff World Cup (один из самых престижных мировых турниров для профессионалов с 2004 по 2013 годы проводившийся в рамках «Zloty Tur»)[6]
- Московский международный турнир «Золотой медведь» (временно не проводится)[7]
- «Дух спорта» (московский турнир для спортсменов разных уровней)
- Международный турнир "East vs West" (Восток против запада)
- Международный турнир "King of the Table" (Король стола)